# هومر و لنگلی
هومر و لنگلی (انگلیسی: Homer & Langley) نام یک رمان آمریکایی نوشته ای. ال. دکتروف است که در سپتامبر ۲۰۰۹ منتشر شد. رمان، داستان دو برادر به نام‌های هومر و لنگلی کولیر را روایت می‌کند که در تنهایی خویش و در میان آشغال‌ها خرت و پرت‌هایی که از کوچه و خیابان جمع کرده‌اند زندگی می‌کنند.